# Nhà Bàng
Nhà Bàng est une ville (thị trấn) de la province d'An Giang au sud du Viêt Nam (ancienne Cochinchine) dans le delta du Mékong. C'est le chef-lieu du district de Tịnh Biên.